# Austin Majors
Austin Majors (23 de novembro de 1995 – 11 de fevereirro de 2023) foi um ator estadunidense, conhecido por interpretar Theo Sipowicz na série NYPD Blue (Nova York contra o Crime, no Brasil — Balada de Nova Iorque, em Portugal) e dublar o jovem Jim no filme O Planeta do Tesouro.